# Orzechowo Małe
Orzechowo Małe (ukr. Мале Оріхове) – wieś na Ukrainie w rejonie kowelskim, w obwodzie wołyńskim. W II Rzeczypospolitej miejscowość wchodziła w skład gminy wiejskiej Lelików w powiecie kobryńskim województwa poleskiego.
W pobliżu wsi znajdują się dwa jeziora: Orzechowskie i Orzechowiec.
Do 2020 w rejonie ratnieńskim.